# Adelin Benoît
Adelin Benoît (Châtelet, 12 mei 1900 – aldaar, 18 juni 1954) was een Belgisch voormalig professioneel wielrenner. Hij won vier etappes in de Ronde van Frankrijk.

## Biografie
Benoît nam drie keer deel aan de Ronde van Frankrijk. In 1925 won hij de achtste etappe van Bayonne naar Bagnères-de-Luchon en droeg hij vijf dagen de gele trui. In 1926 won hij de vijfde etappe van Le Havre naar Cherbourg-Octeville, maar na de tiende etappe moest hij opgeven. Zijn beste prestatie zette hij neer in 1927, toen hij twee ritten won en vijfde eindigde op 4u45 van winnaar Nicolas Frantz.
Hij won in 1926 ook Bordeaux-Parijs. Een jaar later eindigde hij tweede na zijn landgenoot Georges Ronsse.

## Belangrijkste overwinningen
1920
- GP François-Faber

1923
- Brussel-Luik

1924
- Circuit du Midi

1925
- 8e etappe Ronde van Frankrijk

1926
- 5e etappe Ronde van Frankrijk
- Bordeaux-Parijs

1927
- 9e en 18e etappe Ronde van Frankrijk

## Resultaten in voornaamste wedstrijden
| \| Jaar \| Ronde van Italië \| Ronde van Frankrijk \| Ronde van Spanje \| \| ---- \| ---------------- \| ------------------- \| ---------------- \| \| 1925 \| \| 12e (1) \| \| \| 1926 \| \| opgave (1) \| \| \| 1927 \| \| 5e (2) \| \| Bronnen, noten en/of referenties - cyclebase.nl |                  |                     |                  |
| Jaar | Ronde van Italië | Ronde van Frankrijk | Ronde van Spanje |
| 1925 |                  | 12e (1)             |                  |
| 1926 |                  | opgave (1)          |                  |
| 1927 |                  | 5e (2)              |                  |